# سكوت بيج
سكوت بيج (بالإنجليزية: Scott Page)‏ هو منتج أسطوانات أمريكي، ولد في 1951 في كاليفورنيا في الولايات المتحدة.

## وصلات خارجية
- الموقع الرسمي
- سكوت بيج على موقع IMDb (الإنجليزية)
- سكوت بيج على موقع ميوزك برينز (الإنجليزية)
- سكوت بيج على موقع أول ميوزيك (الإنجليزية)
- سكوت بيج على موقع ديسكوغز (الإنجليزية)